# Laura Cereta
Laura Cereta, italijanska pisateljica, * september 1469, † 1499
Laura Cereta je bila ena izmed velikih humanističnih in feminističnih pisateljic Italije v 15. stoletju. Cereta je bila prva, ki je ženska vprašanja in prijateljstva z ženskami postavila v ospredje in središče svojega dela. Cereta je bila med najboljšimi učenjaki v Brescii, Veroni in Benetkah v letih 1488–92, znana po pisanju v obliki pisem drugim intelektualcem. Njena pisma so vsebovala njene osebne zadeve in otroške spomine ter razprave o temah, kot so izobraževanje žensk, vojna in poroka. Tako kot prvi veliki humanist Francesco Petrarca je tudi Cereta trdila, da je s svojim pisanjem iskala slavo in nesmrtnost. Izkazalo se je, da so njena pisma namenjena splošni publiki.

## Življenje in kariera
Cereta se je rodila septembra 1469 v Brescii v družini iz visokega razreda. Bila je bolan otrok, ki je trpel zaradi nespečnosti. Bila je prvorojenka šestih otrok. Imela je tri brate, Ippolita, Daniela in Basilija ter dve sestri, Deodoto in Diano. Njena družina je bila zaradi očetovega statusa v Italiji zelo priljubljena. Silvestro Cereto je bil odvetnik in kraljev magistrat, njena mati Veronica di Leno pa znana podjetnica. Ker sta oče in Cereta verjela v izobrazbo, jo je oče pri sedmih letih poslal v samostan. Tam je svoje življenje posvetila intelektualnim dejavnostim in začela svoj študij; pri priorici se je naučila verskih načel, branja, pisanja in latinščine. Priorica je imela velik vpliv na Ceretino življenje kot njena učiteljica in mentorica. Predstojnica je Cereto naučila uporabljati ure pozno v noč do predzore, medtem ko so vsi ostali spali za vezenje, pisanje in učenje. Pri sedmih letih ji je učiteljica nudila tečaje latinske slovnice. Naučila jo je tudi risanja slik z iglo, ki jo je vadila dan in noč. Po dveh letih v samostanu je njen oče prosil, naj se Cereta pri devetih letih vrne domov, da bi skrbela za svoje brate in sestre. Po nekaj mesecih doma se je vrnila v samostan na šolanje. Pri dvanajstih letih jo je oče spet poklical, naj pride domov, da prevzame različne gospodinjske naloge. Med njimi nadzoruje izobraževanje svojih bratov in služi kot očetova tajnica. Verjetno jo je oče vodil po osnovnošolskem študiju. Takrat je Cereta izkazala veliko zanimanje za matematiko, astrologijo, kmetijstvo in svojo najljubšo temo, moralno filozofijo.
Leta 1484 se je Cereta pri petnajstih poročila s Pietrom Serino. Serino je bil poslovni trgovec iz Benetk, vendar je imel enake interese v akademskem svetu. V njunem zakonu so se med obema pojavile težave. V svojih pismih mu je zapisala: »Obtožujete me lenobe in me napadate zaradi mojega dolgega molka, kot da bi bila obtožena na sodišču. Obnašate se, kot da bi bila jaz tista, ki bi pisala neznancem in vas samo zanemarjala, kot da bi pozabila na vas, če bi vam podelila častno mesto nad drugimi učenimi možmi.« Kljub argumentom je bil to za Cereto eden najsrečnejših trenutkov v njenem življenju. V svojih pismih si je zamislila idealen zakon kot partnerski odnos, ki ga nadzirata vzajemna čast, spoštovanje, poštenost in ljubezen. Cereta ni nikoli obravnavala zakonske zveze kot neke vrste prijateljstva, niti ni nikoli moža neposredno imenovala za prijatelja. Kljub temu so bili v njenih pismih jasno razmejeni jeziki zakonske zveze in prijateljstva, ki so bralce osredotočili na vzajemne odnose, kot sta medsebojna ljubezen, komunikacija. Pozornost bralcev je pogosto osredotočila na medsebojne odnose, kot so ljubezen, komunikacija in odgovornost, ki urejajo tako zakonca kot prijateljstvo. Po osemnajstih mesecih zakona je njen mož umrl zaradi kuge. Oba nista imela otrok in se ni nikoli ponovno poročila.
Cereta si je končno opomogla dve leti po smrti svojega moža in se začela poglabljati v svoje literarne študije in dela. Še naprej je pisala svoja pisma ožjemu krogu družine in prijateljev ter razpravljala o osebnih pomislekih, kot so težki odnosi z materjo in možem. V teh pismih je bil tudi podroben opis zasebnih izkušenj zgodnje moderne ženske. Ta pisma so skupaj dokazi posamezne ženske in njenih vztrajnih feminističnih skrbi. Zagovarjala je koncept izobraževanja žensk in nasprotovala zlorabi poročenih žensk. Poleg tega je Cereta v svojih javnih predavanjih in esejih raziskovala zgodovino prispevka žensk k intelektualnemu in političnemu življenju v Evropi. Zavzela se je proti suženjstvu žensk v zakonu in za pravice žensk do visokošolskega izobraževanja, enaka vprašanja, ki bi jih v poznih stoletjih zavzemale feministične mislice. Zaradi teh tem jo učenjaki, kot je Diana Robin, štejejo za zgodnjo feministko. Ves ta čas se je soočala s številnimi kritiki, tako moškimi kot ženskami, ki so bili ljubosumni na njene dosežke in kritizirali njena dela. Dve glavni tožbi, ki sta ji bili vloženi, sta bili, da se ženska ne bi smela izobraževati in da so bila njena dela plagiat, oče pa naj bi jih ji pisal. Proti kritikom se je obrnila z agresivnostjo. V odgovor na enega od svojih kritikov Bibula Sepromija je Laura dejala:
 Moja ušesa so utrujena od vašega nerganja. Vi se drzno in javno ne zgolj sprašujete, ampak zares objokujete, da naj bi imela tako dober um, kot ga je narava podelila najbolj učenemu moškemu. Zdi se vam, da mislite, da tako učene ženske po svetu še niso videli. V obeh točkah se motite, Sempronij, in ste zelo zašli s poti resnice in razširjate laži ... Pretvarjate se, da me občudujete kot čudežno žensko, toda v vaši sladkosti se skriva začudena prevara. Neprestano čakate v zasedi, da ujamete moj ljubki spol, in me premagani s svojim sovraštvom poskušate poteptati in me položiti na zemljo.
Leta 1488 je Cereta sestavila 82 svojih pisem v zvezek. Zvezek je temeljil na Petrarkovem modelu, imenovanem Epistolae Familiares, in napisan z burlesknim dialogom o smrti riti. Posvetila ga je svojemu zavetniku, kardinalu Ascanio Sforzi. Njena dela so v zgodnji moderni dobi krožila po Italiji. Vendar ta zvezek ni bil objavljen do 17. stoletja. Rokopis je krožil med letoma 1488 in 1492 med humanisti v Brescii, Veroni in Benetkah. Sumi se, da je to storila z namenom, da bi se legitimirala kot pisateljica. Šest mesecev po objavi njenih pisem je umrl njen oče. Po njegovi smrti se ni več počutila navdihnjena za pisanje.
Najzgodnejša in najpopolnejša objava Ceretinih pisem je Tomasinijeva izdaja, objavljena leta 1640, ki kljub temu izpusti ducat njenih pisem.

## Smrt
Laura Cereta je umrla leta 1499 med 29. in 30. letom. Vzrok njene smrti ni znan. Nobeno njeno pisanje iz poznejših let njenega življenja ni ohranjeno. Počaščena je bila z javnim pogrebom in praznovanji v Brescii, kar je bilo za ženske redko. Spominjajo se je kot odlične ženske, ki je po renesansi postavila temelje številnim feminističnim in humanističnim pisateljem.

## Dela
- Critical Edition of the Unpublished Materials in the Cereta Corpus (Kritična izdaja neobjavljenih gradiv v korpusu Cereta) Edited by Albert Rabil, Jr. Laura Cereta: Quattrocento Humanist. Binghamton, N.Y.: Medieval and Renaissance Texts and Studies, 1981, 111-175.
- Laura Cereta: Collected Letters of a Renaissance Feminist. Transcribed, translated, and edited by Diana Robin. Chicago: University of Chicago Press, 1997.
- Laura Cereta: Letter to Augustinus Aemilius, Curse against the Ornamentation of Women. Translated and edited by Margaret L. King and Albert Rabil, Jr. Her Immaculate Hand: Selected Works by and about the Women Humanists of Quattrocento Italy. Binghamton, N.Y.: Medieval and Renaissance Texts and Studies, 1983, 77-80.
- Laura Cereta to Bibulus Sempronius: Defense of the Liberal Instruction of Women. Translated and edited by Margaret L. King and Albert Rabil, Jr. in Her Immaculate Hand: Selected Works by and about the Women Humanists of Quattrocento Italy. Binghamton, N.Y.: Medieval and Renaissance Texts and Studies, 1983, 81-84.